# Province d'Attapeu

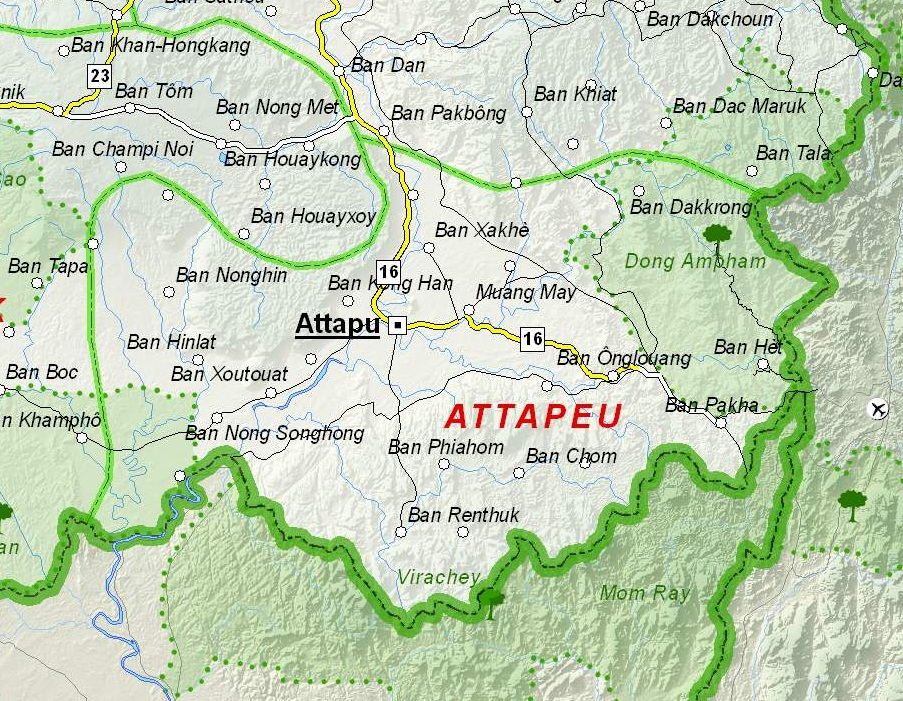
Carte de la province

La province d'Attapeu (Attapu, Attopeu) est une province du Laos Située dans le sud-est du pays, elle est limitrophe du Cambodge (au sud) et du Viêt Nam (à l'est).

## Géographie
Cette province de 10 320 km2 englobe la plus grande partie du plateau des Bolovens. Son altitude de 400 à 1300 m qui tempère le climat est propice à la caféiculture et aux productions de fruits tropicaux et de miel. À l'est, la chaîne Annamitique sépare Attapeu du Vietnam.

### Divisions administratives
La province est découpée en 5 muangs (ou districts) :
| Liste des Districts | Carte des districts de la province           |
| --- | -------------------------------------------- |
| - 17-01 : District de Xaysetha - 17-02 : District de Samakkhixay - 17-03 : District de Sanamxay - 17-04 : District de Sanxay - 17-05 : District de Phouvong | Carte des districts de la province d'Attapeu |

## Les structures territoriales, et le développement économique et social

### Le peuplement
La population de la province est composée de 14 ethnies (lao, Oye, Cheng, Sadang, Alak, Yaheun, Ta-ye, Su, Lavae, Lavenh, Tariang, Yae, Kayong et Hmong). Elle est estimée à 110 000 habitants.

## Histoire
La province a fait partie du Lan Xang durant le règne du roi Setthathirath,.
En juillet 2018, un barrage en construction sur des affluents du Mékong, dans la province d'Atapeu, s'effondre et engloutit six villages, provoquant la disparition de centaines de personnes.

## Environnement

### Flore et faune
Sur le plateau des Boloven, la forêt et les falaises truffées de grottes abritent des espèces menacées, comme le tigre, la panthère longibande et l'ours noir d'Asie. L'Est d'Attapeu couverte d'une jungle sauvage, possède l'une des plus belles faune et flore du Laos. Cet équilibre est menacé par le barrage de Houei Ho.

## Tourisme
Cette province est actuellement peu touristique mais en cours d'ouverture grâce à la réfection de la route pour Sékong.